# 馬里迪
馬里迪是南蘇丹西南部的小鎮，由西赤道省負責管轄，位於首都朱巴以西約295公里，毗鄰與剛果民主共和國接壤的邊界，鎮上有機場設施，2011年人口約18,000。

## 外部連結
- Location of Maridi At Google Maps